# Semiothisa latifasciaria
Semiothisa latifasciaria är en fjärilsart som beskrevs av Walker 1861. Semiothisa latifasciaria ingår i släktet Semiothisa och familjen mätare. Inga underarter finns listade i Catalogue of Life.